# Bohumil Hrabal

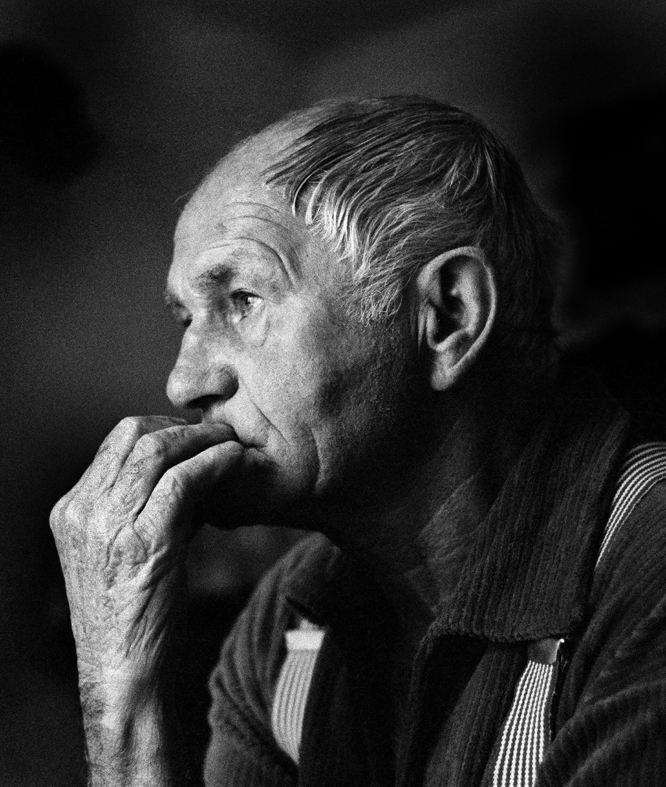
Bohumil Hrabal 1988
photo Hana Hamplová

Bohumil Hrabal (Brno-Židenice, 28 maart 1914 - Praag, 3 februari 1997) was een Tsjechisch schrijver.
Hrabal bracht zijn jeugd door op de bierbrouwerij in Nymburk, waar zijn (stief-)vader bedrijfsleider was. In 1935 begon hij in Praag rechten te studeren, maar de oorlog en het sluiten van de universiteiten en hogescholen gooiden roet in het eten. Hij keerde terug naar Nymburk, was enige tijd werkzaam bij een notaris, volgde daarna een opleiding tot perronchef en werkte in 1944 als zodanig enige tijd op het station van Kostomlaty bij Nymburk. Na de bevrijding voltooide hij zijn rechtenstudie. Hij werkte onder andere als vertegenwoordiger van een speeldgoedgroothandel, die in 1948 werd gesloten.

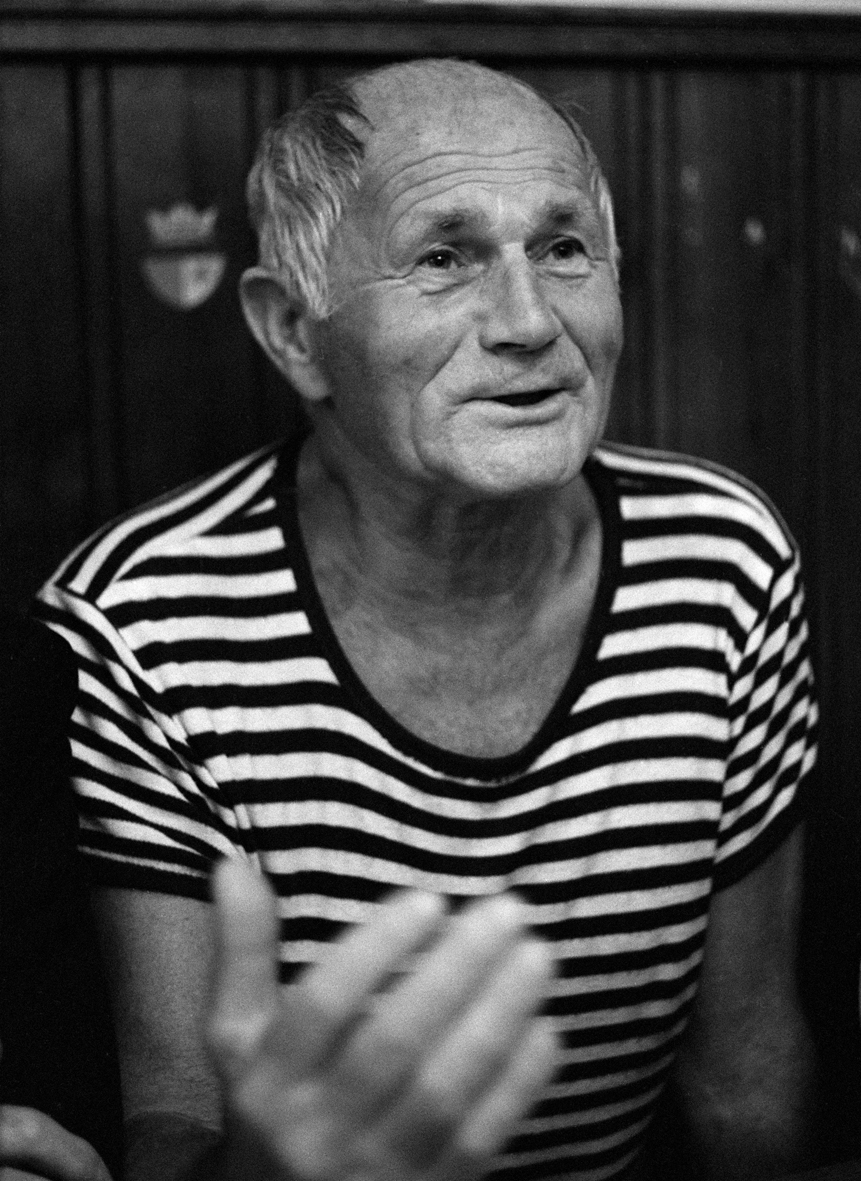
Bohumil Hrabal 1985
photo Hana Hamplová

Van 1945 tot en met 1952 werkte hij als gewone arbeider bij de ijzergieterij Poldi in Kladno. In 1950 verhuisde hij naar Praag en betrok hij een huisje aan de Na Hrázi (Op de Dam) in Libeň, bij Palmovka. Na een ernstig bedrijfsongeval verliet hij de ijzergieterij en werkte hij vanaf 1954 bij een oudpapierdepot in de Spálenástraat. In 1956 trouwde Hrabal met de Sudetenduitse Eliška, beter bekend als Pipsi. In 1959 verliet hij de oudpapierbranche om als toneelknecht in Libeň te gaan werken. Dit duurde tot 1962, toen het hem lukte een klein invalidepensioen te krijgen, waarmee hij het zich kon permitteren onafhankelijk schrijver te zijn. Hij schreef een omvangrijk oeuvre. Zijn verzameld werk werd na de Fluwelen Revolutie in negentien delen uitgegeven.
Hrabal overleed op 3 februari 1997 door een val uit het raam van het ziekenhuis Bulovka waar hij uit voorzorg was opgenomen. Het is nooit duidelijk geworden of het om een ongeluk ging bij het voeren van de duiven of om een zelfmoord.
In 2000 maakte John Albert Jansen over Hrabal de televisiedocumentaire Het leven is overal. Over leven en dood van de Tsjechische schrijver Bohumil Hrabal.

## Bibliografie

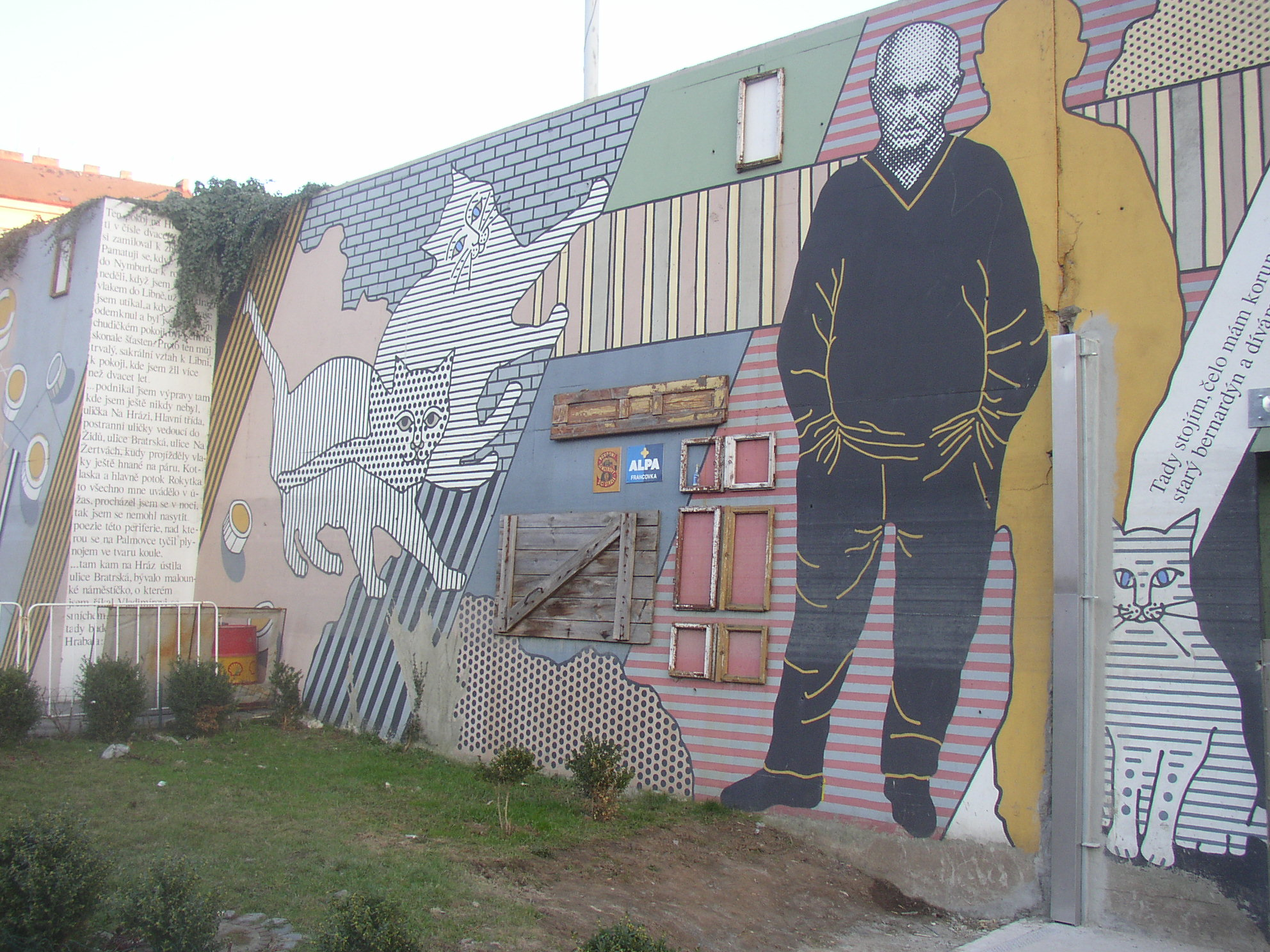
Bohumil Hrabal, uitgebeeld tussen zijn geliefde katten op de "Hrabal-muur" in Praag

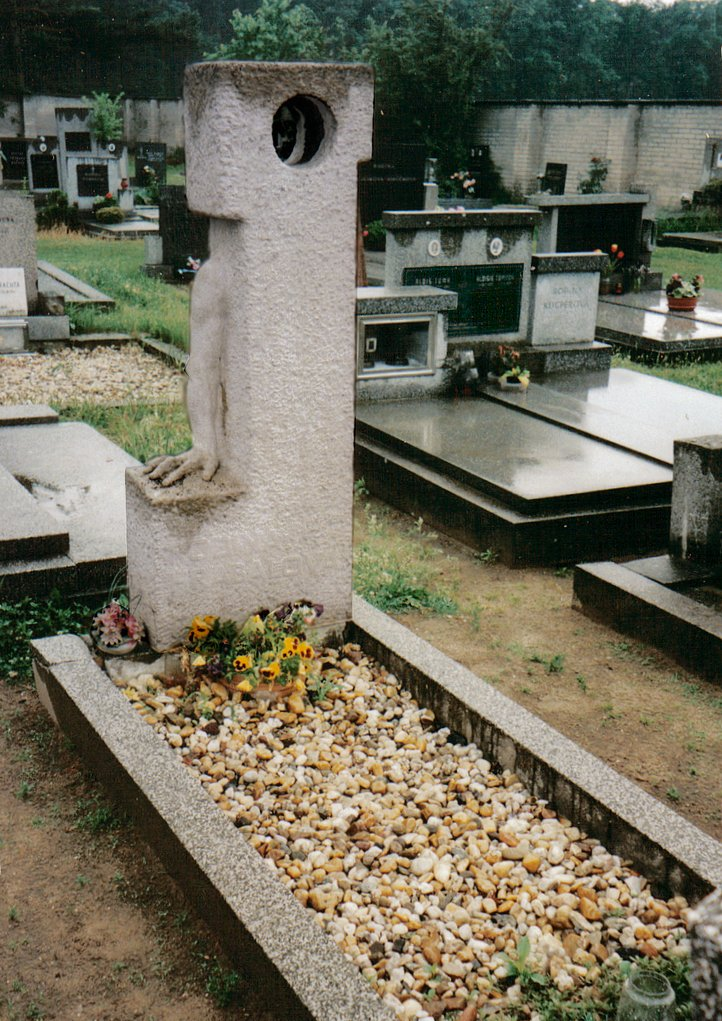
Het graf van Hrabal